# ۱۳۴۸ (خورشیدی)
سال ۱۳۴۸ هجری خورشیدی، سالی عادی است.

## رویدادها
- برگزاری نخستین کنکور در ایران
- ۴ اسفند - اعتراضات ۱۳۴۸ تهران به خاطر افزایش قیمت بلیت اتوبوس

## زادروزها
- ۴ فروردین - مسعود ده‌نمکی، روزنامه‌نگار و کارگردان
- ۱۵ اردیبهشت - ستار اورکی، آهنگساز
- ۱۵ اردیبهشت - مانی حقیقی، بازیگر، فیلمنامه‌نویس، کارگردان
- ۲۰ اردیبهشت - خدیجه ( شهلا ) جاهد ؛ پرستار ، مربی مهدکودک ، دانشجوی روان‌شناسی ، همسر دوم موقت ناصر محمدخانی و قصاص شده در پی محکومیت به جنایت قتل فاطمه (لاله) سحرخیزان (خیّر و همسر اول ناصر محمدخانی )[۱]
- ۲۶ اردیبهشت - رامسین کبریتی، بازیگر
- ۲۷ اردیبهشت - مژگان شجریان، طراح گرافیک، نقاش و نوازنده
- ۱۳ تیر - محمد حسینی، مجری
- ۱۶ تیر - حمید بقایی، سیاست‌مدار و معاون اجرایی رئیس‌جمهور در دولت دهم
- ۱۷ شهریور - مجتبی خامنه‌ای، فرزند سیدعلی خامنه‌ای
- ۲۹ شهریور - مینا لاکانی، بازیگر
- ۳۰ شهریور - مسعود استیلی، بازیکن فوتبال و برادر کوچکتر حمید استیلی
- ۲۲ مهر - جلیل سامان، فیلمنامه‌نویس، کارگردان، تهیه‌کننده
- ۱ آبان - سیاوش مفیدی، بازیگر
- ۶ آذر - داوود اسدی، بازیگر
- ۵ دی - هومن برق‌نورد، بازیگر
- ۲۵ دی - محمود فکری، بازیکن فوتبال
- ۳ بهمن - پریوش نظریه، بازیگر و عکاس
- ۴ بهمن - پیمان یوسفی، گزارشگر فوتبال، مجری تلویزیون
- ۱۲ بهمن - بهمن قبادی، کارگردان، فیلم‌نامه‌نویس، تهیه‌کننده و عکاس
- ۱۲ بهمن - حبیب رضایی، بازیگر و کارگردان
- ۱۴ بهمن - علی دایی، بازیکن فوتبال
- ۱۳ اسفند - پانته‌آ بهرام، بازیگر
- ۱۳ اسفند - مرجان محتشم، بازیگر
- ۲۲ اسفند - شروین قطعه‌ای، گوینده و مدیر دوبلاژ

تاریخ نامشخص
- غلامرضا دهقان ناصرآبادی، نماینده مجلس شورای اسلامی
- اباصلت صادقی، خوشنویس
- یاسمین سینایی، مجسمه‌ساز
- اردوان روزبه، روزنامه‌نگار

## درگذشت‌ها
- ۸ فروردین - عبدالحسین سپنتا، کارگردان
- ۲۲ تیر - خلیل ملکی، سیاستمدار
- ۱۹ مرداد - محمود جم، سیاستمدار
- ۶ شهریور - سید ضیاءالدین طباطبایی، روزنامه‌نگار و نخست‌وزیر ایران در دوران قاجاریه
- ۱۸ شهریور - جلال آل احمد، روشنفکر، نویسنده و مترجم
- ۸ بهمن - سید حسن تقی‌زاده، سیاستمدار و از رهبران انقلاب مشروطه
- ۱۲ اسفند - آقابزرگ تهرانی، کتاب‌شناس و پژوهشگر